# Louise Falsig
Mai Louise Falsig (født 1948 i Herning) er en dansk forfatter. 
Venstre og Højre tager på udflugt på egen hånd udkom i 1999 under pseudonymet Laust Falsig. Hun har desuden skrevet to børnebøger, to kriminalromaner nogle digtsamlinger  og i december 2010 udkom den skønlitterære roman Uheldige Sædvaner.
Louise Falsig har styrmandseksamen, og har været freelancejournalist på Frederiksborg Amts avis.
Hun er medlem af Dansk Forfatterforening, "Jyllands Forfattere", Limfjordsegnens Litteratur Samvirke og J.P. Jacobsen Selskabet. Juli 2014 udkom børnebogen "When Mike's mom Died." Endelig udkom hendes nye krimi "Absolution" den 22. december 2014.